# Pietro Iemmello
Pietro Iemmello (Catanzaro, Italia, 6 de marzo de 1992) es un futbolista italiano que juega como delantero en la U. S. Catanzaro 1929 de la Serie C.

## Trayectoria
Tras ganar la Copa Italia Primavera en 2011 con la Fiorentina Primavera, fue traspasado al Pro Vercelli.
En 2013 sería traspasado al Spezia, que inmediatamente lo cedió al Novara Calcio. Posteriormente también fue cedido al Pro Vercelli y al Foggia donde marcó 45 goles en 72 partidos.
En 2016 el Spezia lo vendió al Sassuolo donde jugó 14 partidos en la temporada 2016-17, y para la temporada 2017-18 fue cedido al Benevento, equipo recién ascendido, para buscar más minutos. Marcó el histórico gol de la victoria de su equipo, el Benevento, por 0-1 sobre el A. C. Milan en el Estadio San Siro.
Durante la temporada 2019-20 jugó cedido por el Benevento Calcio en el A. C. Perugia de la Serie B italiana, donde anotó 19 goles en 35 partidos.
El 4 de octubre de 2020 firmó por una temporada con la U. D. Las Palmas de la Segunda División de España, cedido por el Benevento Calcio. El 31 de enero de 2021 la U. D. Las Palmas anunció el final de su cesión e inmediatamente firmó una nueva con el Frosinone Calcio de la Serie B. En este equipo siguió jugando la campaña siguiente, hasta que a mediados de enero de 2022 se fue a la U. S. Catanzaro 1929.

## Selección nacional
Llegó a jugar con las categorías inferiores de la selección italiana, desde la sub-16 hasta la sub-19, anotando 10 goles en 24 partidos en todos sus partidos con las categorías menores de la selección italiana.

## Clubes
| Club                    | País          | Año           | Part. | Goles | Asist. |
| ----------------------- | ------------- | ------------- | ----- | ----- | ------ |
| F. C. Pro Vercelli 1892 | Italia        | 2011-2013     | 63    | 14    | 1      |
| Spezia Calcio           | Italia        | 2013          | 0     | 0     | 0      |
| Novara Calcio           | Italia        | 2013          | 4     | 1     | 0      |
| F. C. Pro Vercelli 1892 | Italia        | 2014          | 14    | 1     | 2      |
| Foggia Calcio           | Italia        | 2014-2016     | 77    | 53    | 9      |
| Spezia Calcio           | Italia        | 2016          | 3     | 1     | 0      |
| U. S. Sassuolo          | Italia        | 2016-2017     | 18    | 5     | 0      |
| Benevento Calcio        | Italia        | 2017-2018     | 16    | 2     | 1      |
| Foggia Calcio           | Italia        | 2018-2019     | 26    | 7     | 2      |
| A. C. Perugia Calcio    | Italia        | 2019-2020     | 38    | 19    | 2      |
| U. D. Las Palmas        | España        | 2020-2021     | 12    | 1     | 0      |
| Frosinone Calcio        | Italia        | 2021-         | 0     | 0     | 0      |
| Total carrera           | Total carrera | Total carrera | 259   | 103   | 17     |

## Palmarés

### Títulos nacionales
| Título  | Club                 | País   | Año  |
| ------- | -------------------- | ------ | ---- |
| Serie C | U. S. Catanzaro 1929 | Italia | 2023 |